# PowerDirector
PowerDirector(パワーディレクター) は、サイバーリンクが開発・販売するWindows用動画編集及びオーサリングソフトウェア。
エフェクト、トランジション、パーティクル、字幕などの効果のほか、ディスク作成、動画ファイル出力、YouTubeやニコニコ動画へのアップロードなどを搭載している。サイバーリンク社独自のSVRTレンダリングにより再レンダリングを回避する技術が搭載されており高速で動画の書き出しが可能である。
オンラインコミュニティサイトDirectorZoneやFreeSoundなどからビデオ編集素材を無料ダウンロードしてビデオ編集が行えることなどが特徴として挙げられる。

## 主な機能
編集ツール
- 動画の内容を分析、補正箇所を検知するコンテンツアウェア編集。
- 最大100本のトラック。
- 動画の切り取りや回転。
- オブジェクトを画面上で動作させるパーティクルエフェクト。
- 手書きの文字や画像を、描画した通りに表示。
- 低速度シャッタースピードで連続撮影した画像をコマ送りで再生するタイムラプス動画の作成。
- クロマキー映像に各種エフェクトを加える編集。

3D編集
- 2D動画を3D動画に変換して出力。
- 3D立体視の状態で編集やプレビューを実行。
- 3D対応のエフェクト。
- 3D動画形式として、MVC (M2T)、サイドバイサイド、トップ&アンダー、デュアルストリームAVIに対応。
- 3D画像形式として、MPO、JPSに対応。
- ブルーレイ3D、3D AVCHD、3D DVDとして書き出し3D対応テレビで視聴。
- YouTube 3Dに動画をアップロード。

画質補正
- 標準サイズの動画をフルHDサイズにアップスケールした際に発生するブロックノイズを低減し、シャープな画像へと補正。
- 動画中の手ブレを検知して、手ブレを抑えた映像へと補正。
- 暗がりなどで撮影された動画や画像の彩度と輝度を最適な画質へと補正。
- 動画のノイズを自動で検知および削除を行い、自然な画質へと補正。

音声編集
- 音楽ファイルのビートを自動検出してエフェクト編集。
- 音声ボリュームが不安定な動画については、音声ボリュームのみを細かく調節。
- オーディオ波形編集ソフトを使用して音楽ファイルを細かく編集。
- VST プラグインに対応。

ソーシャルメディア対応
- YouTube、ニコニコ動画、Facebook、Vimeoへ動画をアップロード。
- DirectorZoneから無料エフェクトをダウンロード。
- DirectorZoneにてビデオ編集のタイムラインを共有。
- SmartSoundからBGM音声をダウンロード。
- NewBlueのプラグインに対応。

## バージョン履歴
PowerDirector
2001年8月30日発売
独自エンコードアルゴリズム「SVRT」を搭載し、ビデオのレンダリング時間が速いことが特徴である。
2001年11月7日、Ver.1.10.1101へのアップデートをリリース。4GB以上のキャプチャに対応した。
PowerDirector 2.0
2002年4月5日発売。
ライティング機能を備えたPRO版もラインナップされた。
2002年7月3日、Ver.2.1へのアップデートをリリース。
PowerDirector 2.5
2002年9月13日発売。スタンダードとProのラインナップ。
2003年6月6日、Proに特別アップデートディスクを追加した「PowerDirector2.5 DivX/Dolby Digital SUPERPACK」を発売。
PowerDirector 3
2003年12月5日発売。
Windows 98/Meをサポートする最後のバージョンとなる。
独自エンコードアルゴリズム「SVRT」がバージョン2へバージョンアップされた。
2004年4月30日、PowerDirector 3をベースにルビーデジタルデコード機能などが削除された廉価版「PowerDirector Personal」がソースネクストから発売。
PowerDirector 4
2005年3月25日発売。
2005年6月24日、素材集をセットにした「PowerDirector 4 素材満タン ～Memories of Wedding and Family Events～」を発売。
PowerDirector 5
2005年12月15日発売。
HD動画の編集に対応、MPEG-2, MPEG-4, WMVの出力をサポート。
2006年2月17日、H.264へのエンコード機能を搭載した「PowerDirector 5 NEO」発売。
2006年3月24日、ソースネクストが廉価版「PowerDirector 5 Standard」を発売。
2006年9月22日、最上位バージョンとしてYouTube対応の「PowerDirector 5 Premium」発売。
PowerDirector 6 Vista
2007年5月11日発売。
2007年12月4日、AVCHDに対応する無償アップデータを公開。
PowerDirector 7
2008年5月8日発売。
「Deluxe」「Ultra」の2つのラインナップ。UltraはBlu-ray Discのオーサリングに対応。
DirectorZone、Flickr、Freesoundとのオンライン連携開始。
2008年11月12日、NVIDIAの「CUDA」テクノロジー対応とする無償アップデータの配布を開始
PowerDirector 8
2009年8月7日発売。
「Deluxe」「Ultra」の2つのラインナップ。
標準画質の動画をHD画質の動画にアップスケールする機能。
PowerDirector 9
2010年11月18日発売。
「Deluxe」「Ultra 64」の２つのラインナップ。
64bitネイティブ対応
最大トラック数が100トラックに増加。
BDXLへの出力。
VSTプラグインのサポート。
PowerDirector 10
2011年10月11日発売。
「Deluxe」「Ultra」の2つのラインナップ。
3D動画の編集に対応。
ニコニコ動画への動画アップロードに正式対応。
動画処理エンジンTrueVelocity 2による更なる処理速度の向上。
動画処理プログラムにOpenCLを採用。
PowerDirector 11
2012年9月19日発売。
「Deluxe」「Ultra」「Ultimate」「Ultimate Suite」の4つのラインナップ。Ultimate SuiteはUltimateに動画の色彩調整ソフト「Color Director」やオーディオ編集ソフト「AudioDirector」も加えた最上位版「Ultimate Suite」を追加したもの。
ビデオ自動分析による、編集箇所のハイライトまたは自動編集（コンテンツアウェア編集）。
新画面デザイン（プレビューウインドウ切離し、デザインスタジオでの各種エフェクト編集）
マルチGPGPU対応。動画処理エンジンTrueVelocity 3を採用。
4K解像度(2160p、4096×2160)ビデオ、AVCHD 3D/Progressive (ver2.0)対応。
PowerDirector 12
2013年9月6日発売。
「Deluxe」「Ultra」「Ultimate」「Ultimate Suite」の4つのラインナップ。
Windows XPがサポートされた最後のバージョン。
マルチカムデザイナー（最大4カメラを同期、切り替える）
テーマデザイナー
モーションブラ―（動くPiPオブジェクトとテキストにぼかし効果）
新規エフェクト追加
自動クロスフェード（重なるビデオクリップにクロスフェードを設定可能）
PowerPointファイルの取り込み
PowerDirector 13
2014年9月17日発売。
「Standard」「Ultra」「Ultimate」「Ultimate Suite」の4つのラインナップ。
最新フォーマットに対応したほか、各種デザイナー画面による効果の細かい編集、付属するエフェクト・プラグインの追加などの新機能が盛り込まれた。
マルチカムデザイナー（複数台のカメラを同期。同期できる画面が仕様上では最大100画面となった）
トランジションデザイナー（画面の切り替えエフェクトを調整）
タイトルデザイナー（文字の表示をカスタマイズ）
TrueTheater Stabilizer（手ブレ補正機能）が垂直方向、水平方向のほか、回転する揺れにも対応可能
H.265規格の動画に新対応。
PowerDirector 14
2015年9月15日発売。
「Standard」「Ultra」「Ultimate」「Ultimate Suite」の4つのラインナップ。
アクションカメラセンター（ブレのある映像の安定化）
モーショントラッキング（複数の人または物体に追随する）
エクスプレスプロジェクト
スクリーンレコーディング
オブジェクトやタイトルなどの非線形キーフーム設定
2K/4K動画,HEVC規格,FLAC形式,120/240p HFR形式に新対応
PowerDirector 15
2016年9月13日発売。
「Standard」「Ultra」「Ultimate」「Ultimate Suite」の4つのラインナップ。
360度映像やスマホの縦動画に対応した。
PowerDirector 16
2017年9月19日発売。
「Standard」「Ultra」「Ultimate」「Ultimate Suite」の4つのラインナップ。
主な特徴は、インテリジェントカラーコレクション、LUTsを用いたエクスプレスカラーグレーディング、ビデオコラージュデザイナー、シームレスな360度タイトル、360度ビデオの安定化。
PowerDirector 17
2018年9月26日発売
「Standard」「Ultra」「Ultimate」「Ultimate Suite」の4つのラインナップ。
PowerDirector 18
2019年9月25日発売。
「Standard」「Ultra」「Ultimate」「Ultimate Suite」の4つのラインナップ。
PowerDirector 19
2020年9月17日発売。
「Ultra」「Ultimate」「Ultimate Suite」の3つのラインナップ。
PowerDirector 20
2021年9月16日発売。
「Ultra」「Ultimate」「Ultimate Suite」の3つのラインナップ。
PowerDirector 21
2022年9月15日発売。
「Standard」「Ultra」「Ultimate」「Ultimate Suite」の4つのラインナップ。
PowerDirector 2024
2023年9月15日発売。
「Ultra」「Ultimate」「Ultimate Suite」の3つのラインナップ。
PowerDirector 2025
2024年9月19日発売。
「Ultra」「Ultimate」「Ultimate Suite」の3つのラインナップ。

## PowerDirector EXPERT
サイバーリンクが開発し、ソースネクストが販売するPowerDirectorの廉価版。
PowerDirector EXPERT
2005年6月10日発売。
「PowerDirector Personal」の上位モデルの位置づけ
PowerDirector EXPERT 2
2008年12月12日発売。
「PowerDirector 6」の廉価版。DVD作成機能はない。
PowerDirector EXPERT 3
2012年4月3日発売。
「PowerDirector 9 DELUXE」を改題したもの
PowerDirector EXPERT 4
2013年3月21日発売。
「PowerDirector 10 DELUXE」を改題したもの